# Miep Diekmann

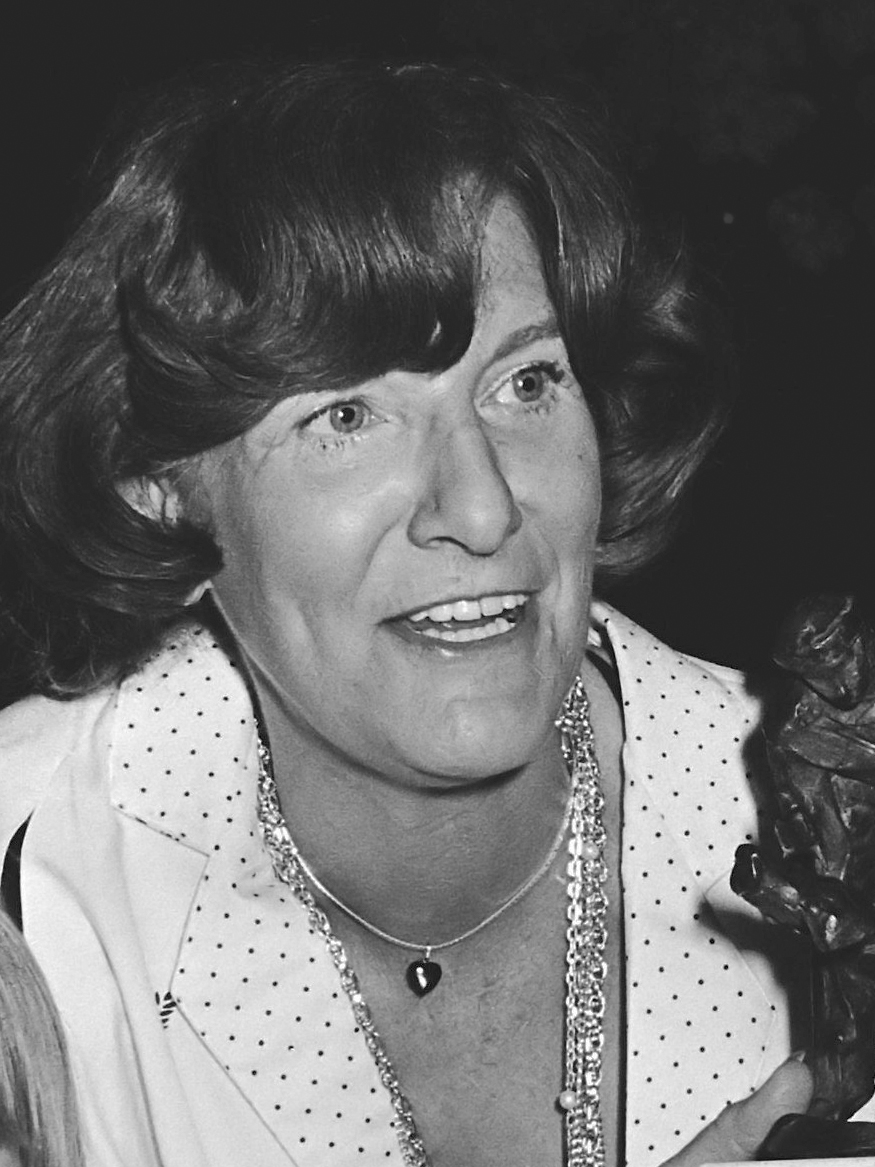
Miep Diekmann (1979)

Maria Hendrika Jozina „Miep“ Diekmann (* 26. Januar 1925 in Assen, Drenthe; † 9. Juli 2017 in Den Haag) war eine niederländische Schriftstellerin und eine renommierte Kinderbuchautorin.

## Leben
Miep Diekmann verbrachte fünf Jahre ihrer Kindheit in Curaçao, wo ihr Vater Kommandant der Militärpolizei war. Dieser Aufenthalt prägte ihr schriftstellerisches Schaffen. In ihren mehr als 70 Kinderbüchern ist der Protagonist oft ein Einzelkämpfer gegen Ungerechtigkeit.
Mit dem Buch Ik heb geen naam (deutsch: Ich habe keinen Namen) gewann sie zusammen mit der tschechischen Dichterin und Holocaust-Überlebenden Dagmar Hilarová, die im Konzentrationslager Theresienstadt gefangen gehalten worden war, 1983 den Internationalen Janusz-Korczak-Literaturpreis. In diesem Werk wird das Leben eines Mädchens im KZ beschrieben.
Im September 2010 enthüllte das Prager Wochenmagazin „Reflex“, dass dieses Buch großteils nicht von Diekmann verfasst worden war. Diekmann hatte offenbar über weite Strecken Hilarovás Theresienstadt-Tagebuch als Vorlage genutzt – und nicht, wie stets behauptet, nur das Eingangskapitel und Hilarovás Gedichte. Hilarovás Sohn sprach von einem „literarischen Jahrhundert-Diebstahl“ und veröffentlichte gleichzeitig in Buchform das Faksimile der Tagebücher seiner Mutter.

## Werke (Auswahl)
- Voltooid verleden tijd. 1947
- De boten van Brakkeput. 1956 (dt. Die Boote von Brakkeput)
- Padu is gek. 1957 (dt. Padu ist verrückt)
- Marmouzet. 1958
- … En de groeten van Elio. 1964 (dt. … und viele Grüße von Wancho)
- Marijn bij de lorredraaiers. 1967 (dt. Marijn bei den Freibeutern)
- Nildo en de maan. 1967 (dt. Nildo und der Mond)
- De dagen van Olim. 1971
- Het geheim van Dakki Parasol. 1971 (dt. Das Geheimnis von Dakki Parasol)
- Dan ben je nergens meer. 1975
- Wiele wiele stap. 1977 (mit Thé Tjong-Khing, dt. Rolle Rolle Rad)
- Ik heb geen naam. 1980 (deutsche Ausgabe: Miep Diekmann/Dagmar Hilarová: Ich habe keinen Namen. Verlag Neues Leben, Berlin 1982)
- De prinses van Zweeloo. 1981 (dt. Die Prinzessin von Zweelo)
- Annejet. Mit Luuk in einer Klasse
- Annejet. Zwei und ein Paddelboot
- Annejet. Das Eis bricht
- Annejet. Ferien einmal anders
- Annejet. Eine unglaubliche Neuigkeit
- Chichis große Pläne
- Tu was, wenn du leben willst
- Deine Chance, Joleen
- Mein Lama
- Überall wo Jungen sind, wo Mädchen sind
- Die Reise nach Curaçao
- Zwei bunte Lampions
- Das Muschelmännchen
- Zwei Zeiten des Lebens

## Auszeichnungen
- Gouden Griffel 1956
- Deutscher Jugendbuchpreis 1964
- Nienke van Hichtum-prijs 1975
- Gouden Griffel 1978
- Premio d’Oro 1982
- Internationaler Janusz-Korczak-Literaturpreis 1983